# トーマス・フィリップス
サー・トーマス・スペンサー・ヴォーン・「トム」・フィリップス（英語: Sir Thomas Spencer Vaughan "Tom" Phillips, KCB、1888年2月19日 - 1941年12月10日）は、イギリスの軍人。最終階級は海軍大将。1941年12月10日、マレー半島東海岸沖合にて日本軍の攻撃により乗艦プリンス・オブ・ウェールズと運命をともにして戦死した。ニックネームは短躯から「親指トム」(Tom Thumb)。

## 経歴
1888年2月19日、コーンウォール・ファルマスにあるペンデニス城（イギリス陸軍要塞）に生まれる。父は陸軍軍人トマス・フィリップス砲兵大佐、母はルイーザ・ド・ホージー（アルジャーノン・ド・ホージー海軍大将の娘）。
1903年に士官候補生として海軍に入隊した。1907年に少尉、翌年7月には中尉に進んだ。
第一次世界大戦が始まると、装甲巡洋艦バカンテの航海士としてダーダネルス戦役に参加した。次いで装甲巡洋艦ランカスターの航海士に転じ、艦長代理を経て1917年に副長に就いた。
戦後は、国際連盟イギリス代表部所属の海軍軍人として3年を過ごしたのち、1921年に中佐に昇進した。
1924年に地中海艦隊作戦参謀に任じられ、サー・ロジャー・キーズ司令長官のもと、ダドリー・パウンド参謀長と協力して職務に励んだ。
1927年に大佐に進級するとともに、駆逐隊群司令となる。以降は計画部補佐官を経て、重巡洋艦ホーキンズ（東インド戦隊旗艦）の艦長となる。
1938年、准将に進級し、本国艦隊麾下の駆逐艦総司令を拝命した。在任中、配下の駆逐艦エンカウンターが空母フューリアスと衝突事故を起こしたが査問委員会は開かれなかったため、フィリップスは責任を取らずに済んだ。
翌年1月に少将に進んだが、コネによるものと評されたという。その年の夏、第一海軍卿となった旧知のパウンド提督から海軍参謀副長への就任を求められた。フィリップスはこれを了承し、参謀副長（階級としては中将代理）を拝命した。さらに1940年に副長職が廃されて海軍参謀次長職が新設されると、フィリップスがそのまま横滑り就任した。この副長・次長時代にウィンストン・チャーチル首相の知遇を得たが、ドイツへの報復爆撃（1940年9月）を批判したことなどで次第に疎遠になった。

1941年5月、近く再編される東洋艦隊司令長官となることが内定した。同時に大将代理に飛び級昇進した。この昇進は物議を醸し、周囲からは「コネによる人事、海上勤務の経験が少ない」などの不満の声もあったという。

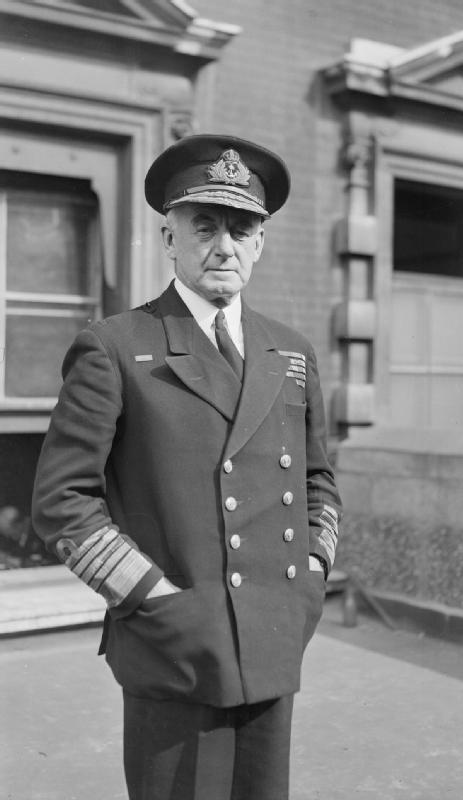
ダドリー・パウンド海軍元帥
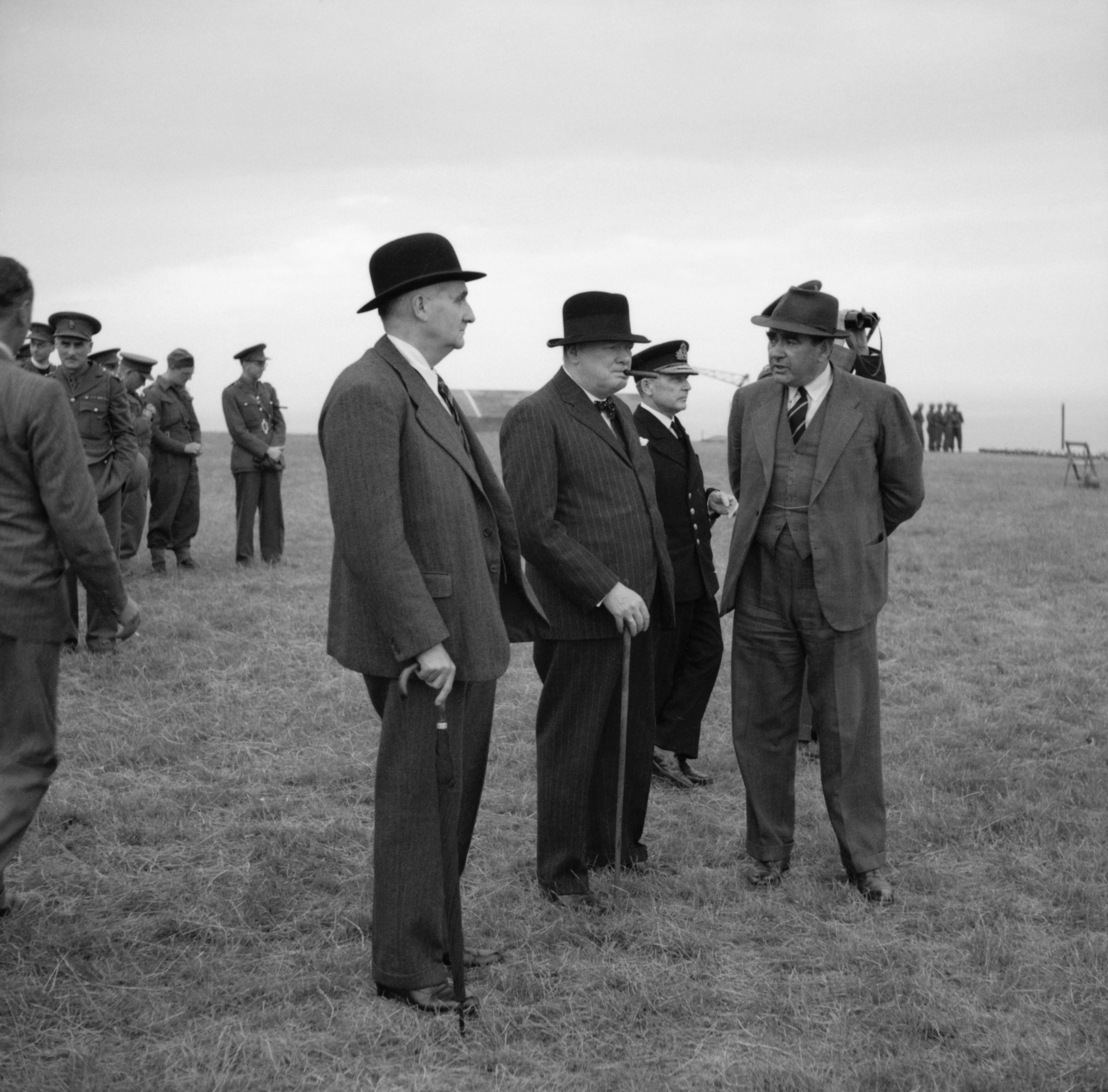
レーダー設備の実験施設を視察する物理学者フレデリック・リンデマン（英語版）やチャーチル首相。首相の右隣に同行するフィリップスも映る。

### マレー沖海戦

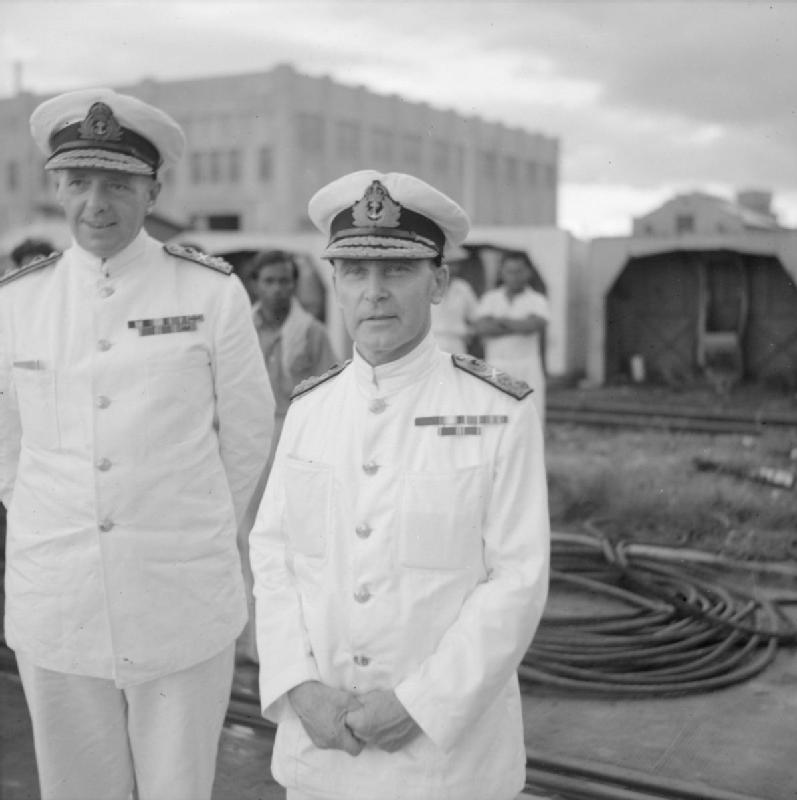
シンガポールに着任したフィリップス（1941年12月2日）左隣は参謀長のアーサー・パリサー少将。

1941年11月25日、海軍大将に昇格。11月29日、航空機でシンガポールに着任。12月2日には東洋艦隊司令長官に就任した。
フィリップス提督は航空機でフィリピンのマニラに移動し、アメリカ軍と打ち合わせをおこなう。日本軍輸送船団マレー半島に出現の情報により、急遽、シンガポールに戻った。
12月8日の太平洋戦争勃発と共に日本軍は南方作戦の一環として馬来作戦を発動し、マレー半島のコタバルと、シンゴラに上陸を開始した。フィリップス提督は戦艦プリンス・オブ・ウェールズに将旗を掲げ、巡洋戦艦レパルスと駆逐艦数隻を従えて、日本軍上陸船団を撃退するためシンガポール海軍基地を出撃した。この艦隊にはイラストリアス級航空母艦「インドミタブル」が所属していたが、同艦は訓練中にバミューダ島において座礁して修理を余儀なくされた。空母不在で、イギリス空軍の掩護が受けられるか不明という状況下、ともかくZ部隊は日本軍輸送船団を目指して出撃した。
航行中のZ部隊は、日本海軍の潜水艦に捕捉された。12月10日、サイゴン、ツドゥム（Thu Dau Mot）から発進した日本海軍軍航空隊（馬来部隊、小沢治三郎中将所属）の数度に亘る攻撃を受ける。まずレパルスが1403（午後2時3分）に沈没した。「不沈戦艦」と謳われていたプリンス・オブ・ウェールズも、魚雷命中により航行不能となり、12月10日1450（午後2時50分）に沈没した。ウェールズ沈没後、フィリップス提督とリーチ艦長は行方不明となり、戦死認定となった。
なおレパルスに乗艦して沈没を経験した従軍記者のセシル・ブラウンは、マレー沖海戦の体験を『スエズからシンガポールへ　Suez to Singapore』として刊行した。同著ではフィリップス提督とリーチ艦長について、沈没まで「ウェールズ」の艦橋にとどまっており、「将兵よ、さらば」を連呼しながら脱出した将兵にハンカチを振っていた……と記述している。
日本の報道によれば、救助のため駆逐艦がウェールズに接近して移乗を薦めた。
すると艦橋の提督は駆逐艦に"No thank you."（ノー・サンキュー）と答え、プリンス・オブ・ウェールズ艦長ジョン・リーチ大佐も同じく拒否した。
参謀が退艦を懇請したが「ノー・サンキュー」と断ったという記述も見られる。

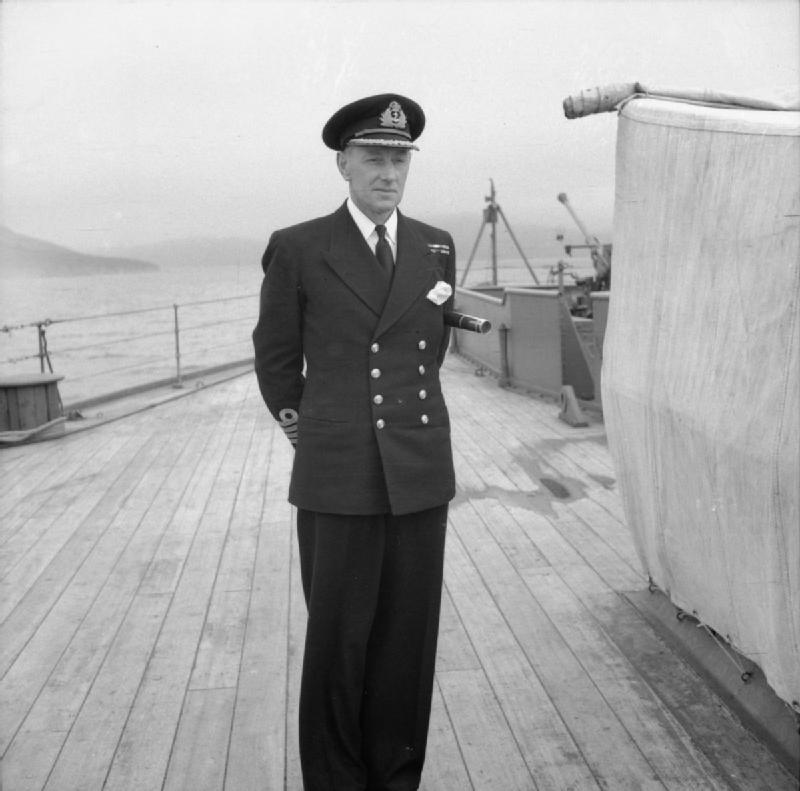
戦艦プリンス・オブ・ウェールズ艦長のジョン・リーチ大佐。フィリップスとともに戦死した。
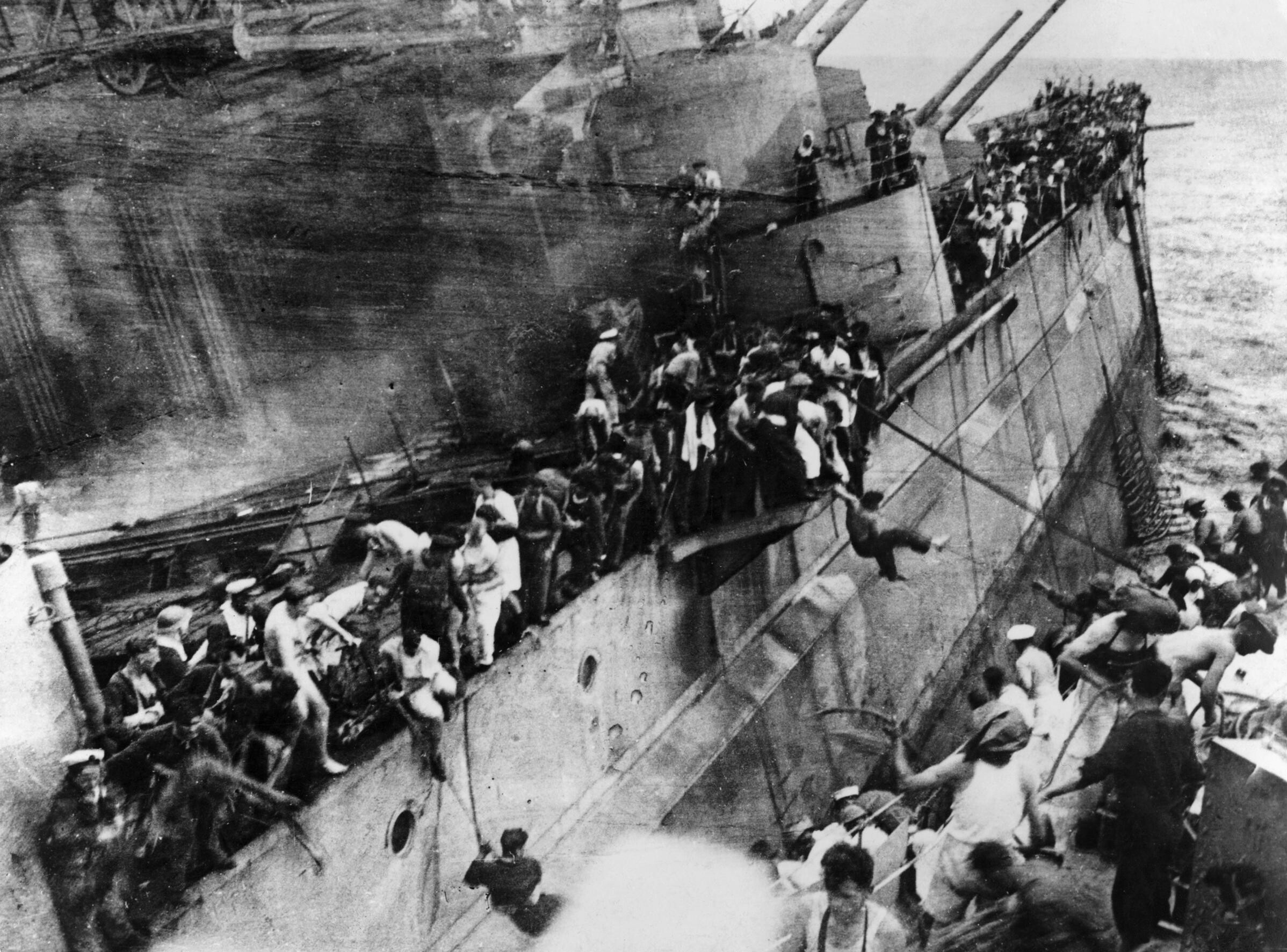
沈没寸前のウェールズに接舷した駆逐艦エクスプレス。